# The Pinkprint Tour
The Pinkprint Tour fue la tercera gira musical de la rapera trinitense Nicki Minaj y su segunda gira mundial, planificada para promocionar su tercer álbum de estudio The Pinkprint, de 2014. La gira se inició el 16 de marzo de 2015 en Estocolmo (Suecia) e incluye conciertos en Europa, América del Norte y África. Con un total de 50 fechas repartidas en cuatro etapas, Minaj participó en varios festivales musicales europeos y americanos añadidos a la gira, recibiendo una recepción favorable por parte de la crítica de los lugares visitados. Así, el espectáculo en Europa y América fue diferenciado, dando lugar a un repertorio más extenso en las fechas americanas, asimismo como la colaboración en vivo de diferentes artistas que acompañaron a la rapera como teloneros.
En la primera etapa de Europa, la gira fue apoyada por Trey Songz y Ester Dean, quienes recibieron comentarios positivos de los críticos, mientras que en la etapa de Norteamérica fue apoyada por Meek Mill, Rae Sremmurd, Tinashe y Dej Loaf, siendo recibida con éxito comercial. En la semana que finalizó esta etapa, la del 31 de agosto, la gira se ubicó en el puesto número 1 en el '"Hot Tours" de Billboard sobre la base de $13 millones en ingresos con 20 fechas sólo con la parte norteamericana de la gira, con más de 290.000 entradas vendidas. A finales de 2015, la gira se colocó en el número 80 en la lista de "Top 100 Worldwide Tours" de Pollstar, recaudando $22 millones de 38 conciertos realizados, con una asistencia total de 429,672 personas.

## Antecedentes
La primera vez que Minaj hizo mención de una próxima gira fue en agosto de 2014, durante la promoción de «Anaconda», Minaj confirmó los planes de una gira en apoyo de The Pinkprint (2014) en una entrevista con Carson Daly en AMP Radio. Al hablar de la gira Minaj dijo: «estamos realmente a punto de comenzar el tour en la parte superior de 2015, vamos a comenzar el tour europeo y entonces volveremos de nuevo a Estados Unidos durante el verano.» También en la entrevista, Minaj hizo alusión a un invitado especial que se uniría a ella en la gira, diciendo: «no puedo esperar a que se enteren de que me voy de gira con alguien. No puedo decir [quien es], pero sé que mis fans aman a esta persona, va a tener sentido. Creo que nuestras bases de fans son muy similares, así que creo que va a funcionar muy bien». En noviembre de 2014, en la gala de los MTV Europe Music Awards de Glasgow, cuya presentadora fue la propia rapera, se anunció la gira de forma oficial para el próximo año.
En diciembre de 2014 se anunciaron las primeras fechas europeas de la gira mediante la página web oficial de la artista, donde el telonero sería el cante r&b Trey Songz. Minaj comentó el día del anuncio que «tenemos más de una sorpresa en la tienda, y te prometo que será mi gira más grande y la mejor que haya hecho!». Cabe destacar que a las pocas horas de ponerse a la venta las entradas para el show en el Zénith de París (Francia) del 25 de marzo de 2015, se agotaron rápidamente, lo que provocó que se agregase otra fecha en París el 26 de marzo de 2015 en el mismo recinto. Durante los meses de enero y febrero de 2015, se anunció que Minaj estaría encabezando varios festivales de música durante el 2015. La primera actuación será en el X Games Festival en Austin (Texas), que está en concordancia con los X Games. La segunda actuación será en el Wireless Festival en Londres (Inglaterra) y será co-titulado con el disc jockey francés David Guetta. La tercera actuación será en el BET Experience Festival en Los Ángeles (California), el cual termina en última instancia con los BET Awards. El 17 de marzo, tras el inicio de la gira en Suecia, Minaj anuncio las fechas de Norteamérica, donde estaría de gira desde julio hasta agosto de 2015, y además, se confirmó que los teloneros de esta etapa serían Meek Mill, Rae Sremmurd, Tinashe y Dej Loaf.
En abril de 2015, una vez terminada la primera etapa de la gira por territorio europeo, Minaj publicó mediante la plataforma musical Tidal un pequeño vídeo de unos ocho minutos de duración a modo de reportaje de su paso por Europa, mostrando a la rapera entre bambalinas, en concierto y en la intimidad. En agosto de 2015, una vez finalizada la gira en América del Norte, la revista Billboard realizó todo un artículo dedicado a la gira de la rapera donde se afirma haber tenido un gran éxito, consiguiendo tener un buen rendimiento comercial llenando anfiteatros y arenas en Estados Unidos. Según la revista «La gira finalizó la semana pasada en Edmonton, con una recaudación total de alrededor de $14 millones, según Boxscore, con 321,525 entradas vendidas para un recuento medio nocturno de 14.652.» Así, en esta publicación confirmaron la visita de Minaj a Oceanía y Asia para finales del 2015, además se tiene la intención de llevar a Minaj de gira por América del Sur y África. A mediados de diciembre se anunció un concierto sorpresa de la rapera en tierras africanas. Se trata de la participación de Minaj en un festival navideño de Angola que tendrá lugar el día 19 de ese mismo mes. A mediados de enero de 2016 fue confirmada la extensión de la gira por África, dando lugar a tres conciertos en Sudáfrica. Poco después fue anunciado un concierto en Dubái, que tendría lugar en un anfiteatro temporal instalado en el exterior del Dubai Outlet Mall. Asimismo, fue anunciado un concierto más, pero en Las Vegas. Se trata de un concierto inaugural del nuevo estadio cubierto de la ciudad, el T-Mobile Arena, donde Minaj compartirá escenario con la cantante Ariana Grande en abril.

## Actos de apertura
Primera etapa
- Trey Songz y Ester Dean (Europa, 16 de marzo de 2015 - 12 de abril de 2015)[4]

Segunda etapa
- Meek Mill, Rae Sremmurd, Tinashe y Dej Loaf (Norteamérica, 17 de julio de 2015 - 19 de agosto de 2015)[10]

## Recepción de la crítica
Tras la actuación de la rapera en Londres donde asistieron alrededor de 17.000 personas, el periódico británico The Times dio una opinión positiva diciendo que «los activos menos mencionados de Nicki Minaj es su gran sonrisa. Cuando se desató él en el O2, que fue a menudo, ella derritió los corazones de la multitud, que simplemente podría haber sexuado en la sumisión. Inevitablemente, ella hizo que, pasando la mayor parte de casi dos horas en el escenario, se derrama fuera de mucho más de su ropa interior y haciendo movimientos clasificados "X" mientras se mueve con bailarines de ambos sexos. Sin embargo, fue su sonrisa que hizo que la rapera más exitoso del mundo pareciera real». También agregó que «la nueva Minaj es una alma que lleva, cantante con honestidad y la rapera con un lado vulnerable».
En una reseña de la interpretación en Londres, Nick Levine de NME elogió el desempeño general de Minaj durante toda la noche. Levine señaló que el comienzo del espectáculo «parecía separarse» y «incómodo» con las actuaciones de "All Things Go" y "I Lied", pero rápidamente se suavizó cuando Minaj estaba en «flujo completo , escupiendo rimas feroces en 'Moment 4 Life' y 'Beez in the Trap', 'Anaconda' slut-cayendo a y charlando sobre 'bollos y mermelada "en un acento Inglés ridículo». Luego pasó a comentar acerca de la versatilidad de Minaj diciendo que «Minaj es una mucho mejor rapera que cantante, sino porque ella invierte 'Marilyn Monroe', y 'Save Me' con los bienes emoción, una sección mediados-set baladas es sorprendentemente agarre». Levine también elogió la personalidad de Minaj señalando que «es la actitud de fuego de los 32-años de edad, que realmente impresiona.» Levine criticó un «segmento de la participación del público innecesario», pero elogió enormemente el segmento final del espectáculo comparando con la atmósfera a un Nueva York.» Alice Vicent de The Daily Telegraph dio una opinión diferente de la misma show en Londres afirmando que «este [el show] fue una lucha de 90 minutos de un juego.» En oposición a Levine, Vincent favoreció el comienzo del espectáculo en lugar de al final que dice «Su Minajesty era imperioso para los primeros seis canciones, escupiendo con saña las rimas Quickfire de 'Only', ronroneando a través de la reflexión lánguido de 'I Lied'». Vicente continuó criticando las enormes brechas entre segmentos y el final de la serie que indica «Minaj sintió sobre todo fuera de su alcance - especialmente durante un clímax prepotente de sintetizadores y beats EDM, en la que prácticamente desapareció.» En general, Vincent recibió el espectáculo con cinco estrellas indicando «en The Pinkprint, Minaj llevaba su alma: debería haber hecho más de lo mismo en el escenario.»
Eamon Sweeney para Irish Independent fue particularmente insatisfecho con el show en Dublín, Irlanda declarando «la producción en su conjunto es errónea. Penosamente carece de ritmo y golpe.» Sweeney siguió criticando varios elementos del espectáculo como la interacción con el público y el comienzo de la serie en la que dijo «carecía de chispa y pizazz.» Sweeney no obstante encomiendo flujo de Minaj diciendo «Hay [eran] momentos fugaces cuando ella [estaba] en el fuego.» Sweeney concluyó que «Minaj sigue siendo un artista de gran talento, es una pena que en esta escala de Dublín no es un brillante.»
Minaj recibió cuatro de cinco estrellas de muchos periodistas en todo el tramo europeo de la gira, incluyendo Katie Fitzpatrick de la Manchester Evening News, Kirsty McHale de la Liverpool Echo, Lisa-Marie Ferla del Herald Scotland, y Simón Duke de Chronicle Live. Fitzpatrick aplaudió Minaj y la sensación general del espectáculo declarando «rap [Minaj] está en llamas» y que «los cambios de vestuario son tan emocionante como sus rimas.» Fitzpatrick también elogió la parte final del show diciendo que era «irresistiblemente divertido» y que Minaj «tenía dejando a todos nosotros la arena en pleno vuelo con mucha alegría.» McHale también dio una opinión positiva de Minaj por surendimiento, versatilidad, y la naturaleza de la gira diciendo «Para todos los cambios de vestuario indignantes y movimientos de baile (de los que no fueron pocos), también hubo momentos de sustancia en la que mostró su talento vocal, tales como 'Save Me' y 'Marilyn Monroe'. Y su rap fue impecable durante toda la noche.» Extendió su alabanza diciendo «cuando vas a ver a Nicki Minaj, usted va a ser entretenido, y eso es exactamente lo que conseguimos.» Ferla en particular, alabó la sección más lenta del espectáculo afirmando que «'Pills N Potions' contó con la actuación vocal impresionante, mientras que 'Marilyn Monroe 'me dio escalofríos». Duke también elogió la versatilidad de Minaj declarando «Todos sabemos que puede rapear con lo mejor de ellos, pero ella también tiene un conjunto bastante útil de las tuberías con su brillante momento que viene en la épica 'Marilyn Monroe'». Duke también elogió el último trimestre del espectáculo y su sentimiento edificante cuando dijo: "«No creo que he sido testigo de una más inspirado espalda con espalda de 'Va Va Voom', 'Pound the Alarm', 'Turn Me On' y 'Bang Bang'- el cuarteto de gráfico smashes puso a todos en el ambiente de fiesta». Amplió proclamó el show fue un éxito y declaró "«La multitud entusiasta fueron enviados a sus casas con una arrogancia en sus pasos gracias a un encore golpes de 'Starships", que coronó una actuación estelar de su ídolo».
Tras el paso de Minaj por Estados Unidos y Canadá, la recepción por parte de la crítica fue mayoritariamente favorable, destacando en gran medida el buen rendimiento comercial obtenido, consiguiendo recaudar 14 millones de dólares en esta etapa, según la revista Billboard, y el completo espectáculo ofrecido por la rapera a lo largo de América del Norte.

## Emisiones y grabaciones

### Contenido TIDAL
En mayo de 2015 desde el servicio de música de emisión continua basado en suscripción, TIDAL, se publicó un vídeo de ocho minutos de duración de forma exclusiva donde Minaj, copropietaria de la empresa, muestra su paso por el continente europeo con esta gira. Así, en el cortometraje se muestran escenas de los conciertos en Europa y las reflexiones personales de la rapera ante este momento de su carrera profesional.

### Especial televisivo para BET
Durante el concierto en el Barclays Center de Brooklyn, Minaj anunció que el espectáculo era filmado para un especial televisado en el canal BET de Estados Unidos. Poco después del concierto, donde Minaj contó con la participación especial de Lil Wayne, la rapera lo anunció de forma más pública en su cuenta de Instagram. Poco después en septiembre desde la cadena estadounidense se anunció el nombre del especial, llamado The Pinkprint: The Nicki Minaj Concert Movie a estrenarse el sábado 26 de ese mismo mes, emitiéndose el detrás de las escenas de la gira, incluyendo entrevistas y el día a día Minaj. Asimismo, el 20 de septiembre se publicó el tráiler del especial a televisarse. El día de su correspondiente emisión, Minaj anuncio mediante Twitter que se posponía su emisión para poder terminar la edición a su gusto. Finalmente fue anunciada su emisión durante la noche de fin de año tras un año de producción, dando lugar a su estreno el 31 de diciembre de 2016.

## Canciones
El repertorio original de la gira tras su paso por Europa estuvo conformado por veintiséis canciones, de las cuales la mayoría fueron extraídas del álbum The Pinkprint (2014), incluyendo sus respectivos sencillos: «Pills N Potions», «Anaconda», «Only» y «The Night Is Still Young». También se incluyeron canciones pertenecientes a sus dos anteriores álbumes de estudio The Re-Up (2013), Pink Friday: Roman Reloaded (2012) y Pink Friday (2010). Seguidamente, en los festivales en los que actuó la Minaj durante el principio del verano del 2015 el repertorio varió a dieciocho canciones, descartando temas de la vertiente hip-hop e incluyendo temas más pop-dance como «Where Them Girls At?» ó «Hey Mama». A continuación, con la gira en Estados Unidos y Canadá el repertorio volvió a cambiar, esta vez con treinta y cuatro canciones, añadiendo temas hip-hop y las colaboraciones en las que participan los teloneros de esta etapa de la gira.

## Repertorio
| - Europa - Intro (Interlude) 1. «All Things Go» 2. «I Lied» 3. «The Crying Game» 4. «Only» 5. «Moment 4 Life» 6. «Feeling Myself» 7. «Want Some More» 8. «Lookin Ass» 9. «Truffle Butter» 10. «Did It On'em» 11. «Beez in the Trap» 12. «***Flawless Remix» 13. «Dance (A$)» 14. «Anaconda» 15. «Pills N Potions» 16. «Marilyn Monroe» 17. «Save Me» 18. «Grand Piano» 19. «Super Bass» 20. «Trini Dem Girls» 21. «Whip It» 22. «Va Va Voom» 23. «Pound the Alarm» 24. «Turn Me On» 25. «Bang Bang» (Interlude) 26. «The Night Is Still Young» 27. «Starships» Referencia: | - Norteamérica - Intro (Interlude) 1. «All Things Go» 2. «I Lied» 3. «The Crying Game» 4. «Feeling Myself» 5. «Only» 6. «Truffle Butter» 7. «Moment 4 Life» 8. «Lookin Ass» 9. «Want Some More» 10. «Shanghai» 11. «Did It On'em» 12. «Beez in the Trap» 13. «***Flawless Remix» 14. «Dance (A$)» 15. «Anaconda» 16. «Pills N Potions» 17. «Save Me» 18. «Grand Piano» 19. «Super Bass» 20. «Hey Mama» 21. «Pound the Alarm» 22. «The Night Is Still Young» 23. «Monster» 24. «Itty Bitty Piggy» 25. «Chiraq» 26. «Roman's Revenge» 27. «BedRock» 28. «Itty Bitty Piggy» 29. «Chi-Raq» 30. «Danny Glover» 31. «Boss Ass Bitch» (Remix) 32. «Up All Night» 33. «Make Me Proud» 34. «Right Thru Me» 35. «BedRock» 36. «Throw Sum Mo» (con Rae Sremmurd) 37. «Big Daddy» 38. «Buy a Heart» 39. «Bad For You» 40. «All Eyes On You» (con Meek Mill) 41. «Starships» Referencia: |

| Notas |
| --- |
| - Durante el show en París, Minaj junto con Meek Mill interpretaron «Dreams and Nightmares» y «Ima Boss». - Durante el primer show en Londres, Minaj interpretó junto con Jessie Ware, «The Crying Game». - Durante el show en Brooklyn, Lil Wayne se unió a Minaj en el escenario para interpretar «Loyal», «Glory», «A Milli» y «6 Foot 7 Foot». - El repertorio en la etapa norteamericana fue cambiante, mostrándose arriba el repertorio interpretado en Nueva York. Así, canciones como «Whip It», «Trini Dem Girls» o «Where Them Girls At?» fueron interpretadas en diferentes fechas. |

## Fechas
| Europa                  |                 |                        |                                  |
| 16 de marzo de 2015     | Estocolmo       | Suecia                 | Globen Arena                     |
| 17 de marzo de 2015     | Oslo            | Noruega                | Spektrum                         |
| 19 de marzo de 2015     | Ámsterdam       | Países Bajos           | Ziggo Dome                       |
| 20 de marzo de 2015     | Frankfurt       | Alemania               | Festhalle                        |
| 22 de marzo de 2015     | Bruselas        | Bélgica                | Palais 12                        |
| 23 de marzo de 2015     | Oberhausen      | Alemania               | König Pilsener Arena             |
| 25 de marzo de 2015     | París           | Francia                | Le Zénith                        |
| 26 de marzo de 2015     | París           | Francia                | Le Zénith                        |
| 28 de marzo de 2015     | Londres         | Reino Unido            | The O2 Arena                     |
| 31 de marzo de 2015     | Dublín          | Irlanda                | The O2                           |
| 1 de abril de 2015      | Belfast         | Irlanda                | Odyssey Arena                    |
| 3 de abril de 2015      | Birmingham      | Reino Unido            | Barclaycard Arena                |
| 4 de abril de 2015      | Mánchester      | Reino Unido            | Manchester Arena                 |
| 6 de abril de 2015      | Liverpool       | Reino Unido            | Echo Arena                       |
| 7 de abril de 2015      | Nottingham      | Reino Unido            | Capital FM Arena                 |
| 8 de abril de 2015      | Leeds           | Reino Unido            | First Direct Arena               |
| 10 de abril de 2015     | Newcastle       | Reino Unido            | Metro Radio Arena                |
| 12 de abril de 2015     | Glasgow         | Reino Unido            | The Hydro                        |
| América del Norte       |                 |                        |                                  |
| 30 de mayo de 2015      | Las Vegas       | Estados Unidos         | Caesars Palace                   |
| 5 de junio de 2015      | Austin          | Estados Unidos         | Circuito de las Américas         |
| 26 de junio de 2015     | Los Ángeles     | Estados Unidos         | Staples Center                   |
| Europa                  |                 |                        |                                  |
| 3 de julio de 2015      | Lahti           | Finlandia              | Mukkula                          |
| 4 de julio de 2015      | Roskilde        | Dinamarca              | Roskilde Festival                |
| 5 de julio de 2015      | Londres         | Reino Unido            | Finsbury Park                    |
| 7 de julio de 2015      | Nimes           | Francia                | Arena de Nimes                   |
| 8 de julio de 2015      | Milán           | Italia                 | Area Mercati Generali            |
| 10 de julio de 2015     | Frauenfeld      | Suiza                  | Grosse Allmend                   |
| 11 de julio de 2015     | Lieja           | Bélgica                | Parc Astrid                      |
| 12 de julio de 2015     | Grafenhainichen | Alemania               | Ferropolis                       |
| América del Norte       |                 |                        |                                  |
| 17 de julio de 2015     | Dallas          | Estados Unidos         | Gexa Energy Pavilion             |
| 18 de julio de 2015     | Houston         | Estados Unidos         | Toyota Center                    |
| 20 de julio de 2015     | Miami           | Estados Unidos         | Bayfront Park Amphitheater       |
| 22 de julio de 2015     | Bristow         | Estados Unidos         | Jiffy Lube Live                  |
| 24 de julio de 2015     | Holmdel         | Estados Unidos         | PNC Bank Arts Center             |
| 26 de julio de 2015     | Nueva York      | Estados Unidos         | Barclays Center                  |
| 28 de julio de 2015     | Toronto         | Canadá                 | Molson Canadian Amphitheatre     |
| 29 de julio de 2015     | Montreal        | Canadá                 | Bell Center                      |
| 31 de julio de 2015     | Clarkston       | Estados Unidos         | DTE Energy Music Theatre         |
| 2 de agosto de 2015     | Atlanta         | Estados Unidos         | Aaron's Amphitheatre at Lakewood |
| 4 de agosto de 2015     | Charlotte       | Estados Unidos         | PNC Music Pavilion               |
| 6 de agosto de 2015     | Camdem          | Estados Unidos         | Susquehanna Bank Center          |
| 8 de agosto de 2015     | Burgettstown    | Estados Unidos         | First Niagara Pavilion           |
| 9 de agosto de 2015     | Tinley Park     | Estados Unidos         | First Midwest Bank Amphitheatre  |
| 11 de agosto de 2015    | Denver          | Estados Unidos         | Pepsi Center                     |
| 13 de agosto de 2015    | Chula Vista     | Estados Unidos         | Sleep Train Amphitheatre         |
| 14 de agosto de 2015    | Concord         | Estados Unidos         | Concord Pavilion                 |
| 16 de agosto de 2015    | Vancouver       | Canadá                 | Rogers Arena                     |
| 18 de agosto de 2015    | Calgary         | Canadá                 | Scotiabank Saddledome            |
| 19 de agosto de 2015    | Edmonton        | Canadá                 | Rexall Place                     |
| 23 de agosto de 2015    | Wantagh         | Estados Unidos         | Jones Beach Theater              |
| 20 de octubre de 2015   | Brooklyn        | Estados Unidos         | Barclays Center                  |
| África & Asia           |                 |                        |                                  |
| 19 de diciembre de 2015 | Luanda          | Angola                 | Estádio dos Coqueiros            |
| 17 de marzo de 2016     | Johannesburgo   | Sudáfrica              | Ticketpro Dome                   |
| 18 de marzo de 2016     | Johannesburgo   | Sudáfrica              | Ticketpro Dome                   |
| 20 de marzo de 2016     | Durban          | Sudáfrica              | Moses Mabhida Stadium            |
| 22 de marzo de 2016     | Ciudad del Cabo | Sudáfrica              | Grand West Arena                 |
| 25 de marzo de 2016     | Dubái           | Emiratos Árabes Unidos | Autism Rocks Arena               |

### Recaudaciones
| Lugar                            | Ciudad       | Entradas vendidas / Entradas Disponibles | Recaudación |
| -------------------------------- | ------------ | ---------------------------------------- | ----------- |
| The O2 Arena                     | Londres      | 17 199 / 17 702                          | $1 248 320  |
| Manchester Arena                 | Mánchester   | 9 914 / 10 765                           | $642 496    |
| SSE Hydro                        | Glasgow      | 8 483 / 8 640                            | $537 471    |
| Staples Center                   | Los Ángeles  | 11 998 / 14 744                          | $1 088 090  |
| Gexa Energy Pavilion             | Dallas       | 19 946 / 19 946                          | $750 272    |
| Toyota Center                    | Houston      | 10 018 / 11 498                          | $745 687    |
| Klipsch Amphitheatre             | Miami        | 9 100 / 9 100                            | $380 436    |
| Jiffy Lube Live                  | Bristow      | 17 834 / 22 583                          | $644 021    |
| PNC Bank Arts Center             | Holmdel      | 16 818 / 16 818                          | $754 035    |
| Barclays Center                  | Brooklyn     | 14 186 / 14 186                          | $1 313 809  |
| Molson Canadian Amphitheatre     | Toronto      | 15 185 / 15 185                          | $735 762    |
| Bell Centre                      | Montreal     | 7 214 / 8 920                            | $473 681    |
| DTE Energy Music Theatre         | Clarkston    | 15 170 / 15 170                          | $615 437    |
| Aaron's Amphitheatre at Lakewood | Atlanta      | 18 917 / 18 917                          | $784 294    |
| PNC Music Pavilion               | Charlotte    | 15 720 / 18 747                          | $486 170    |
| Susquehanna Bank Center          | Camden       | 22 597 / 22 597                          | $748 756    |
| First Niagara Pavilion           | Burgettstown | 19 670 / 22 939                          | $537 595    |
| Hollywood Casino Amphitheatre    | Tinley Park  | 22 700 / 28 630                          | $732 677    |
| Pepsi Center                     | Denver       | 10 037 / 12 089                          | $631 921    |
| Sleep Train Amphitheatre         | Chula Vista  | 14 389 / 19 406                          | $471 553    |
| Concord Pavilion                 | Concord      | 12 501 / 12 501                          | $537 950    |
| Rogers Arena                     | Vancouver    | 10 750 / 10 905                          | $592 311    |
| Scotiabank Saddledome            | Calgary      | 8 718 / 10 020                           | $496 602    |
| Rexall Place                     | Edmonton     | 9 159 / 10 098                           | $577 073    |
| Barclays Center                  | Brooklyn     | 15 671 / 15 671                          | $1 133 660  |
| Total                            | Total        | 338 223 / 372 106                        | $16 526 419 |